# Calathea albertii
Calathea albertii är en strimbladsväxtart som först beskrevs av Pynaert och Van Geert, och fick sitt nu gällande namn av Liberty Hyde Bailey och Charles Percival Raffill. Calathea albertii ingår i släktet Calathea och familjen strimbladsväxter. Inga underarter finns listade.

## Bildgalleri

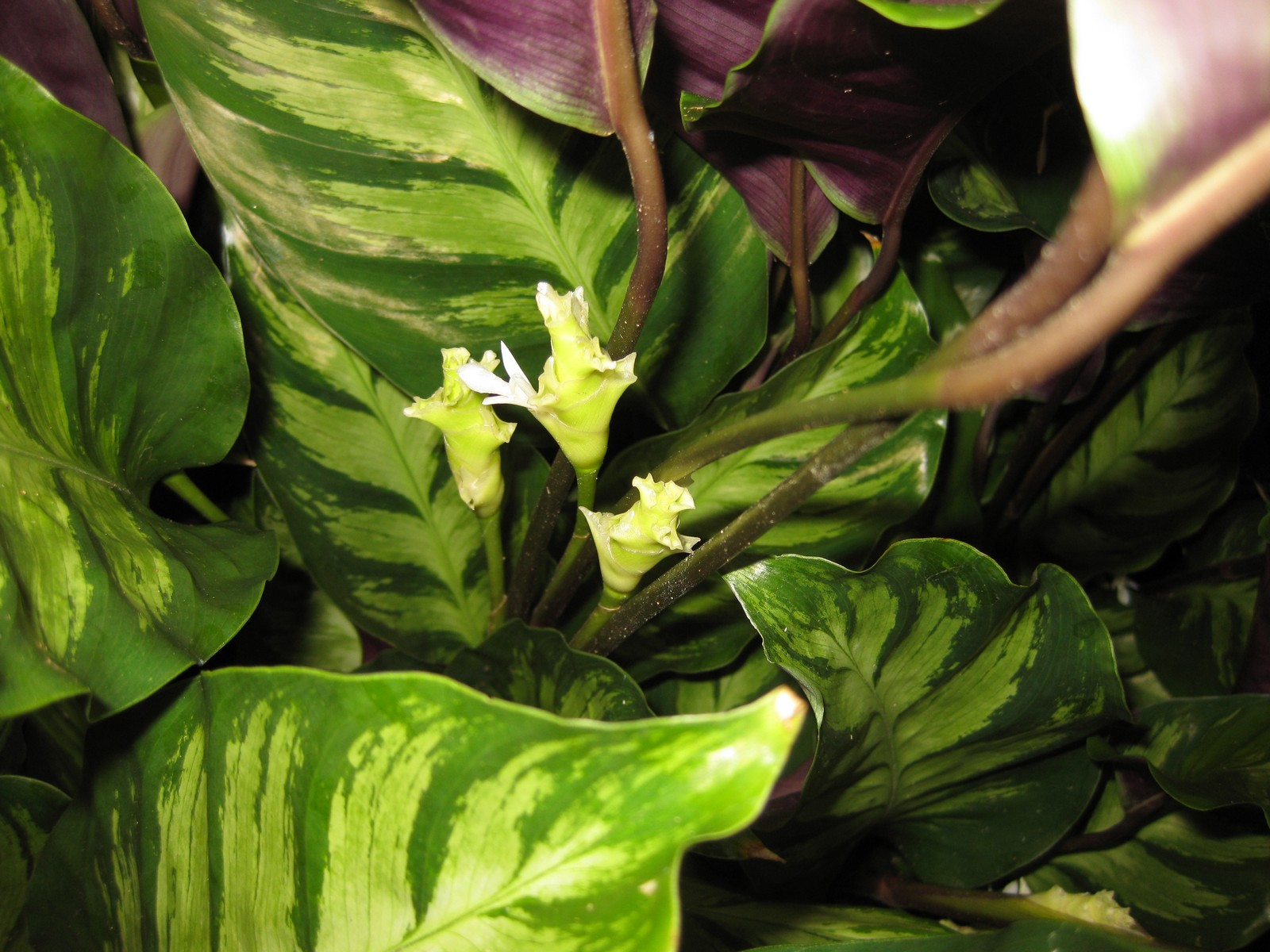
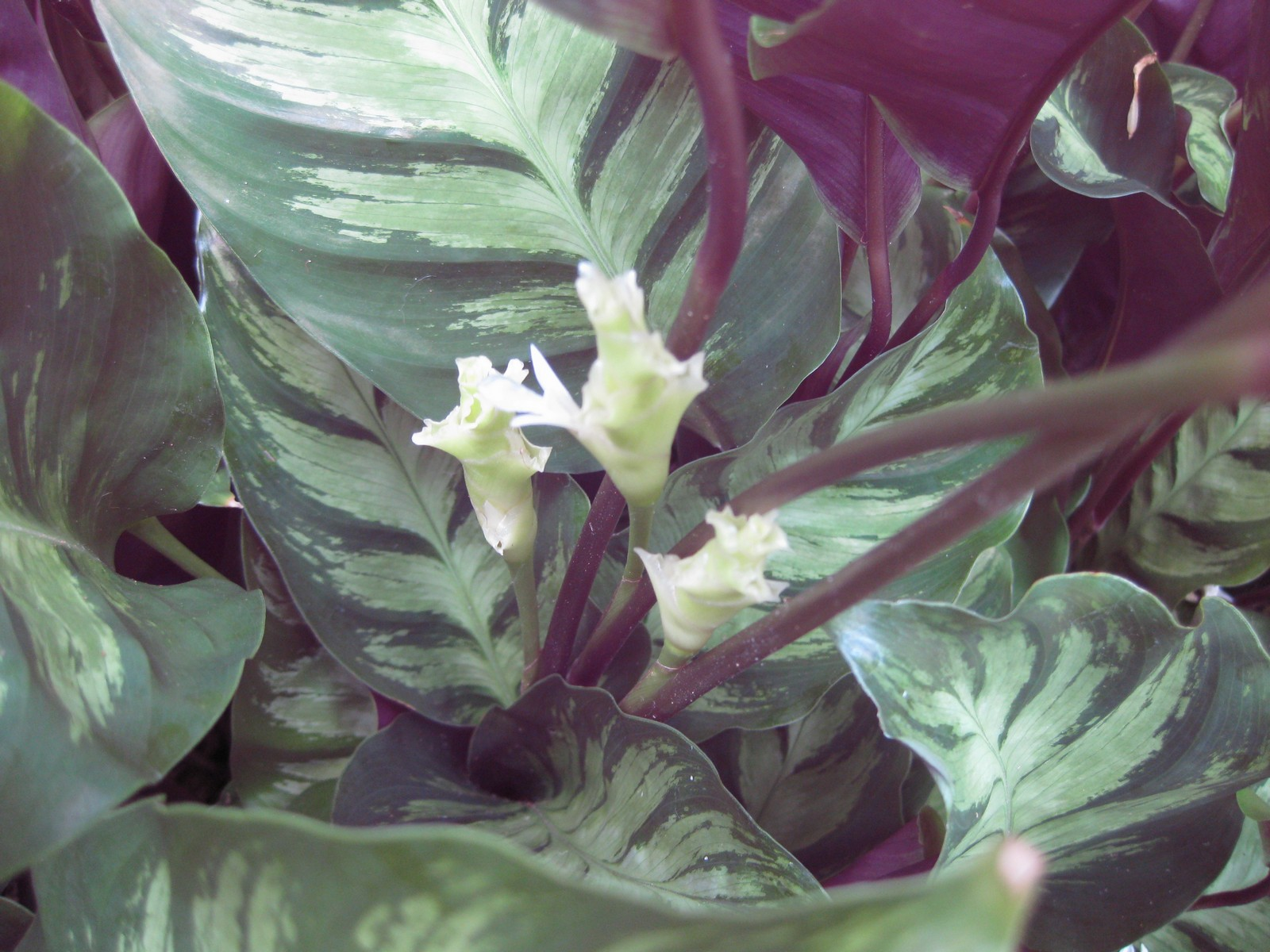
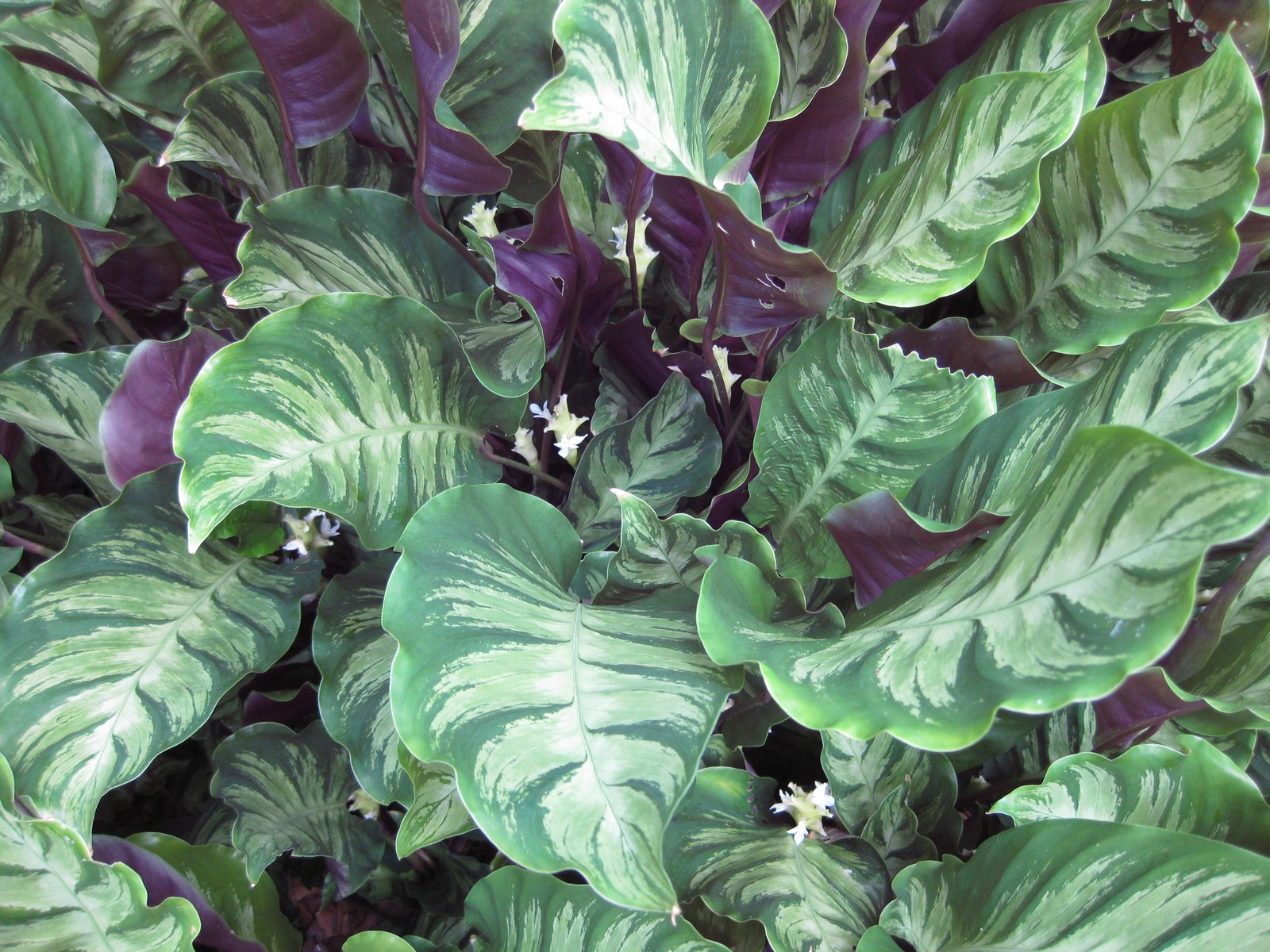
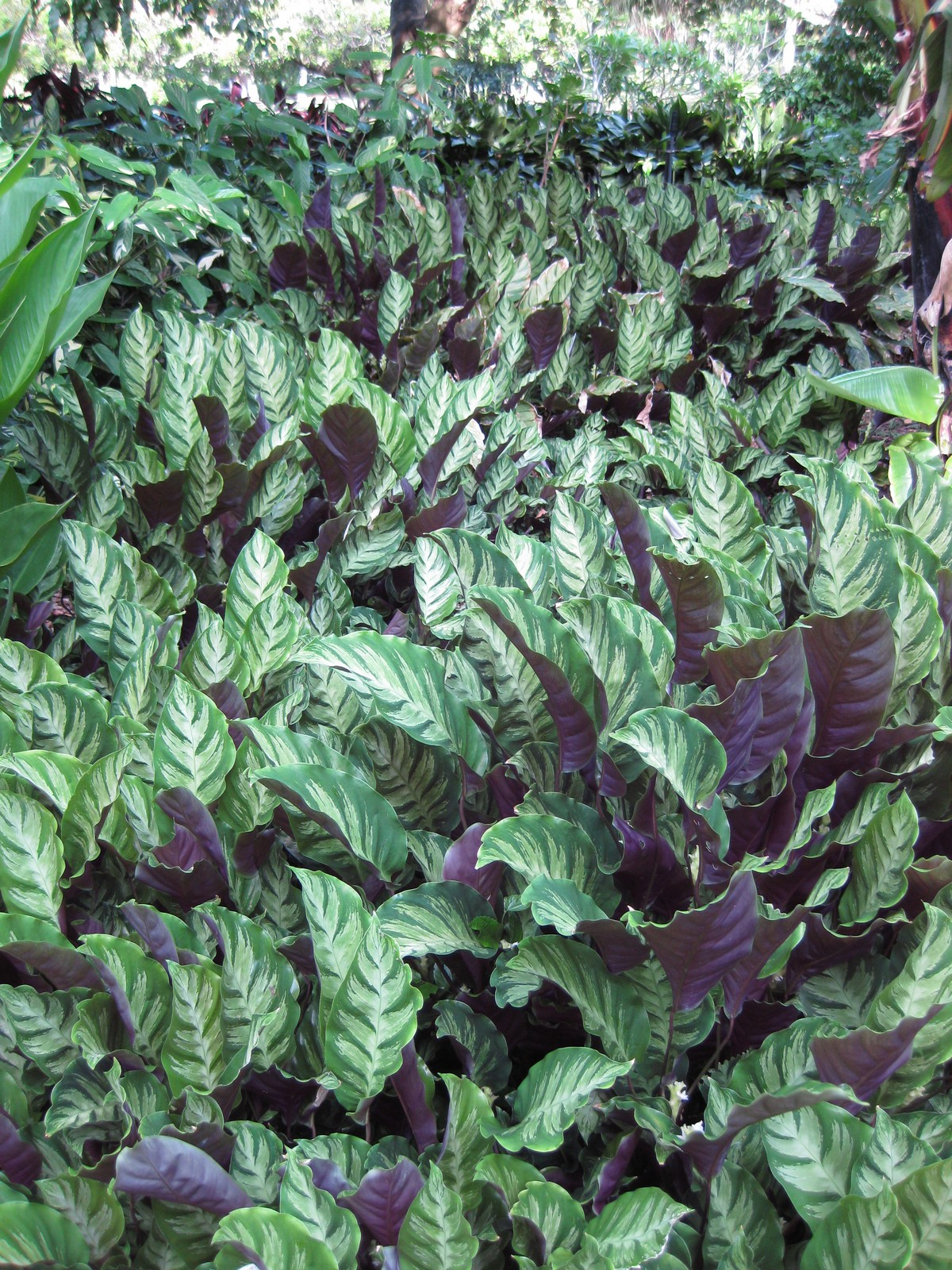